# Heinrich Velde

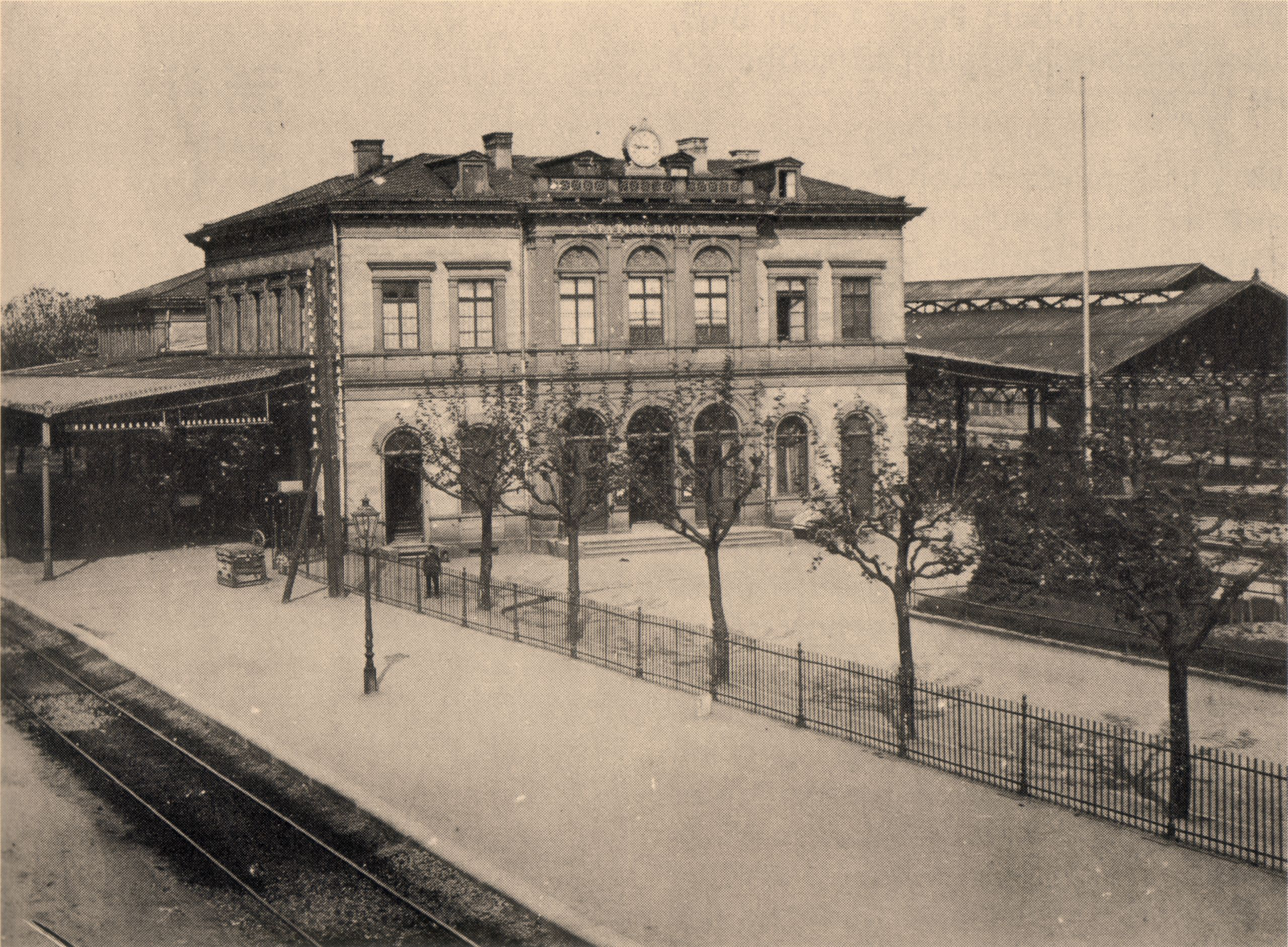
Empfangsgebäude des Bahnhofs von Höchst, 1880 (Architekt: Heinrich Velde)

Heinrich Velde (* 29. Mai 1827 in Diez, Herzogtum Nassau; † 16. April 1905 in Frankfurt am Main) war ein deutscher Architekt und Baubeamter im Dienst der staatlichen Eisenbahnverwaltung.

## Leben und Wirken

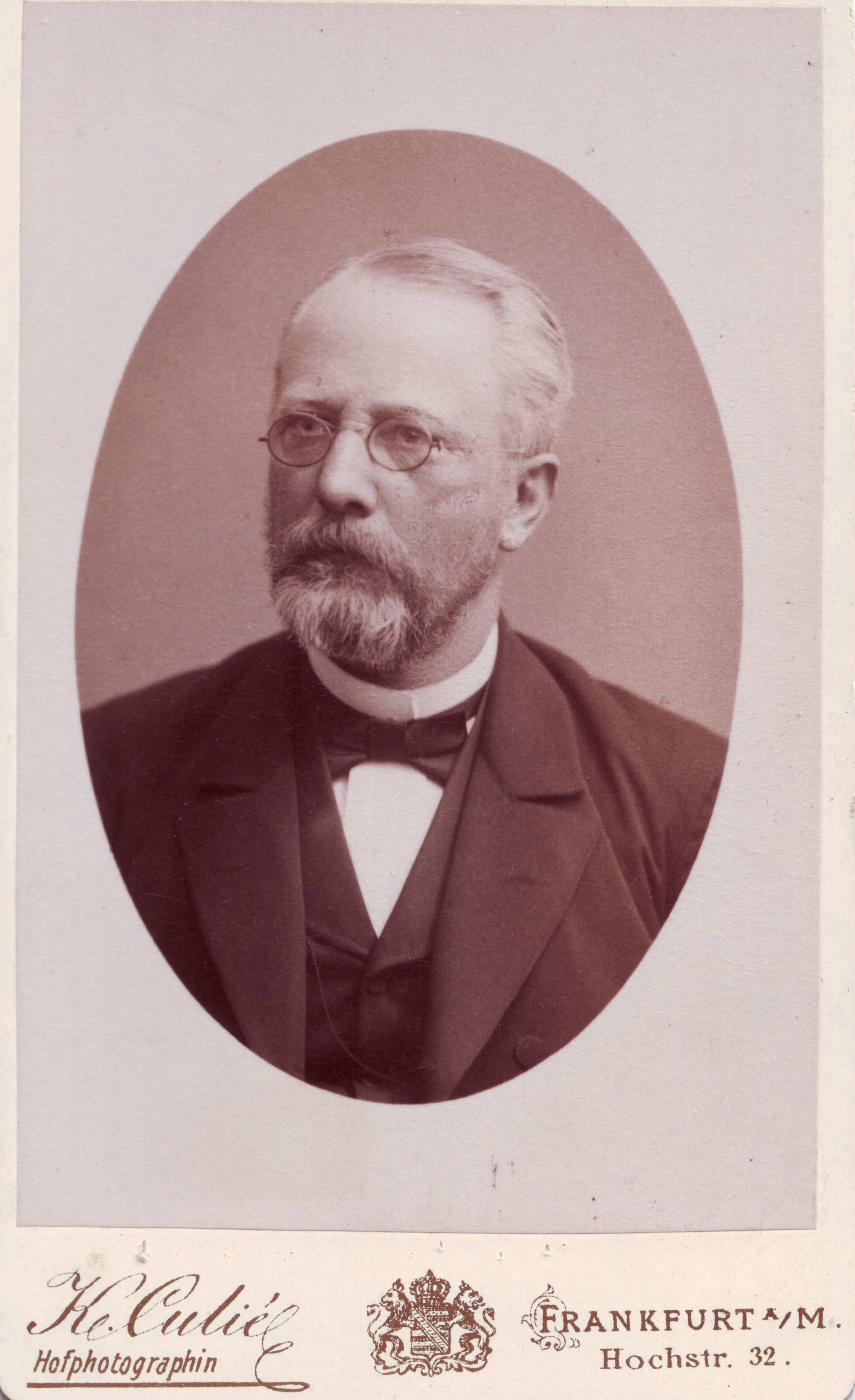
Heinrich Velde

Heinrich Velde studierte ab 1847 an der Königlichen Akademie der Bildenden Künste in München das Fach Baukunst (Architektur) und wurde danach Königlicher Eisenbahn- und Betriebsinspektor. Heinrich Velde entwarf als Architekt vor allem Hochbauten für die Lahntalbahn und für die benachbarte Rheintalstrecke.
Nach einem Entwurf Veldes entstanden ab Mitte des 19. Jahrhunderts entlang der Lahntalbahn zahlreiche typisierte Empfangsgebäude. Velde entwarf insgesamt 37 Bahnhöfe und war außerdem für den Bau von Haltepunkten, Bahnwärterhäuschen und Tunnelportalen verantwortlich. Als seine architektonische Glanzleistung beim Bahnbau gilt der zweite Höchster Bahnhof von 1880, der das erste Bahnhofsgebäude von 1839 ersetzte. Erhalten geblieben sind unter anderem die Bahnhöfe in Bad Ems, Diez und Weilburg. Der im Jahr 2007 sanierte Bahnhof von Rüdesheim am Rhein wurde von 1854 bis 1856 von Velde im klassizistischen Stil erbaut. Auch der vormalige Bahnhof Biebrich-Mosbach (heute: Bahnhof Wiesbaden-Biebrich) geht auf Pläne Veldes zurück, ebenso wie das Bahnhofgebäude von Mittelheim im Rheingau.
Velde war auch außerhalb des Bahnbaus bei einzelnen Bauten als Architekt tätig; unter anderem leitete er von 1853 bis 1855 den Bau der neuen katholischen Pfarrkirche St. Georg in Oberreifenberg und entwarf das Feldberghaus auf dem Großen Feldberg, dessen Grundsteinlegung 1859 erfolgte.

## Familie
Heinrich Veldes Vater war der Schneidermeister Johann Heinrich Velde. Der Bruder von Heinrich Velde, August Velde (* 4. März 1829; † 1904) engagierte sich während der Deutschen Revolution 1848/1849 in der Turnerbewegung, war später als Rechtsanwalt in Diez tätig sowie Mitgründer der Nassau-Selterser Mineralquellen AG in Oberselters.
Einer der Söhne von Heinrich Velde, Dr. Gustav Velde (* 21. März 1865; † 4. Juli 1920) begleitete als Militärarzt das deutsche Expeditionskorps beim Boxeraufstand und verfasste mehrere medizinische Fachberichte über seine dortigen Erfahrungen. Heinrich Veldes Tochter, Julie Velde (* 3. Januar 1869; † 4. Juli 1965) hat die deutsche Frauenbewegung mitgestaltet und war unter anderem an der privaten Mädchenschule und dem späteren Lyzeum Schmidt (heute: Anna-Schmidt-Schule) in Frankfurt am Main seit der Schulgründung 1889 langjährig als Lehrerin tätig.

## Bildergalerie(Bauten nach Veldes Entwurf)

Bahnhof Biebrich-Mosbach (Zustand um 1900)
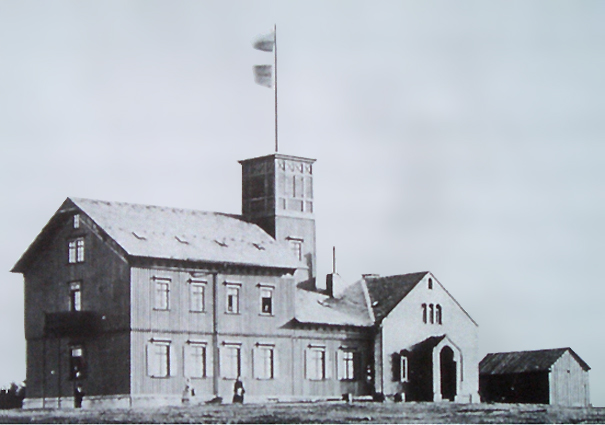
Feldberghaus, Großer Feldberg im Taunus (1860)
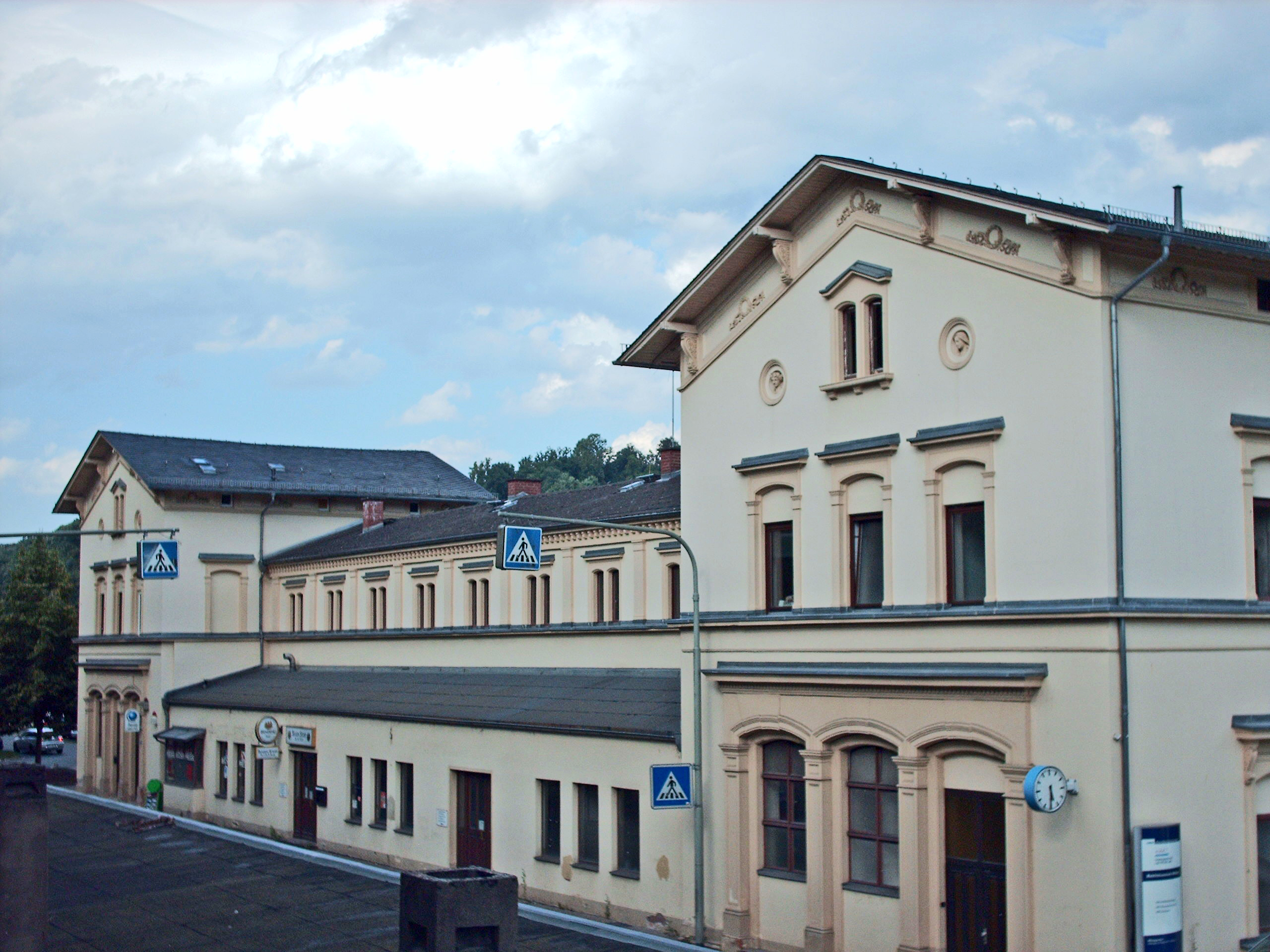
Bahnhof von Weilburg (heutiger Zustand)
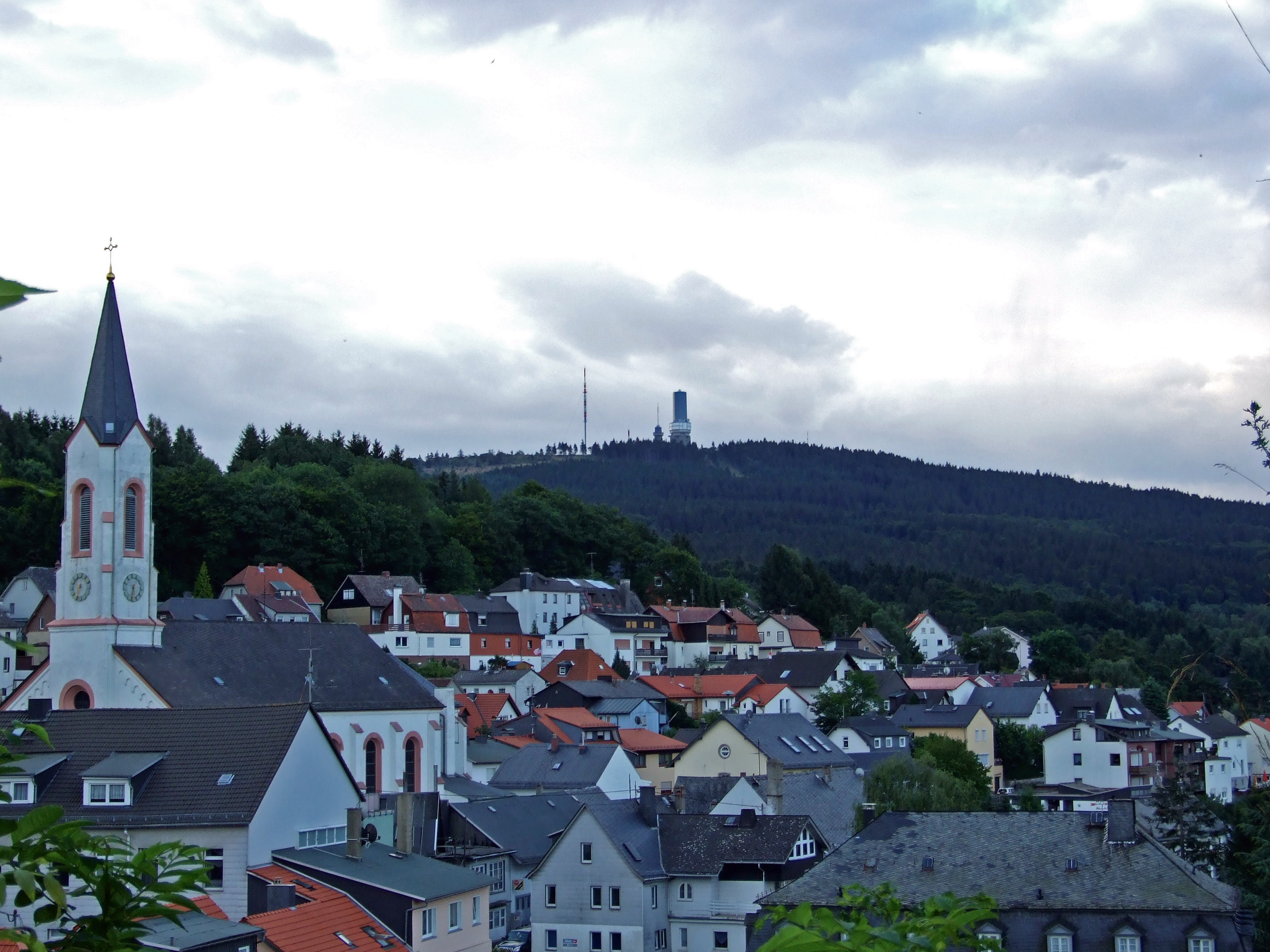
Pfarrkirche St. Georg in Oberreifenberg
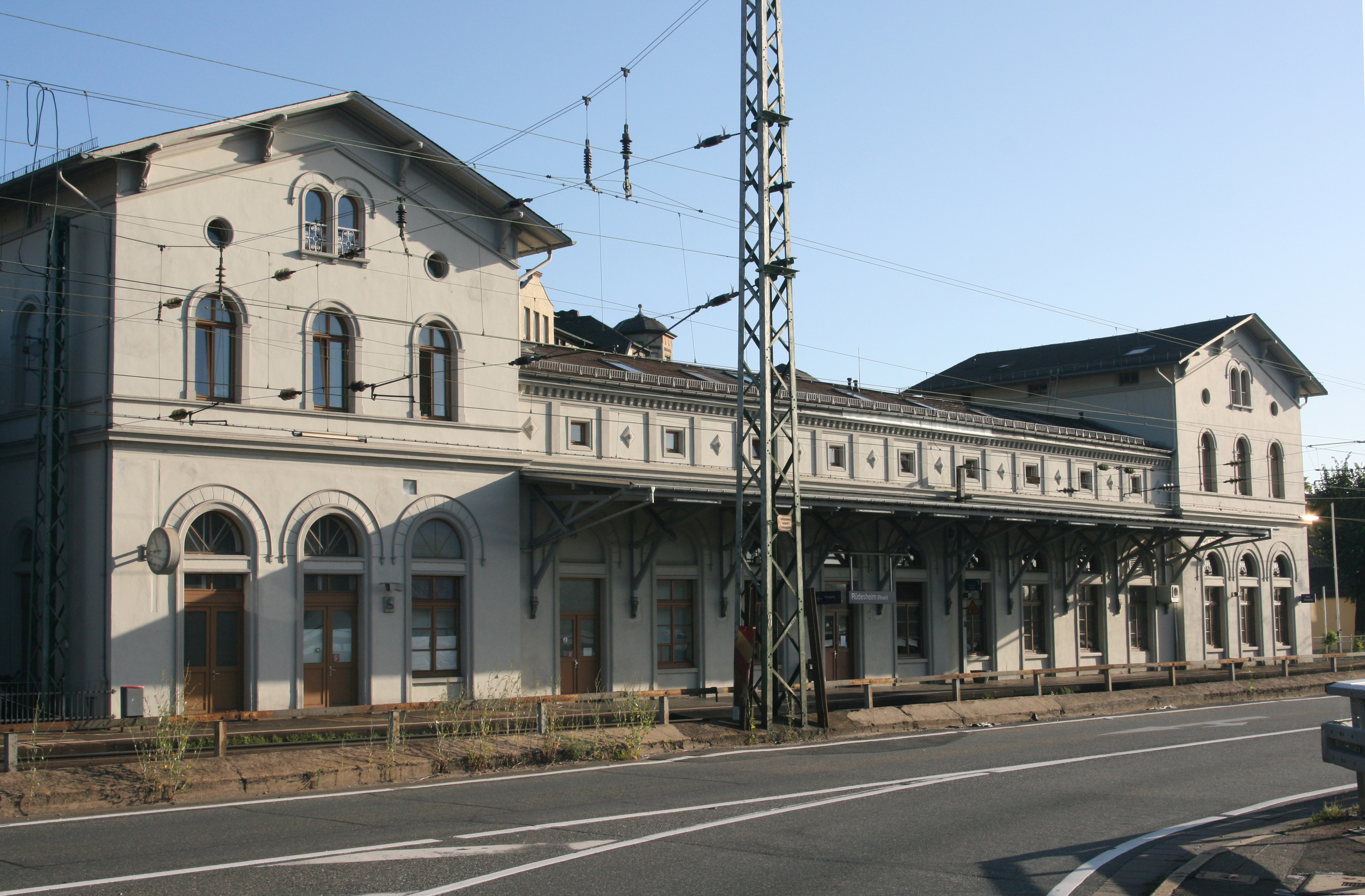
Bahnhof Rüdesheim am Rhein. Aufnahme von 2011.